# Guluvinaattiguppe, Krishnarajanagara
Guluvinaattiguppe là một làng thuộc tehsil Krishnarajanagara, huyện Mysore, bang Karnataka, Ấn Độ.